# Ospreys
The Ospreys (kymriska: Y Gweilch, svenska: fiskgjusarna), är en professionell rugby union-klubb från Swansea, Wales. Klubben grundades 2003 efter en sammanslagning av de tidigare rivalerna Swansea RFC och närliggande Neath RFC.
Majoriteten av deras hemmamatcher spelas på Swansea.com Stadium, även om lågprofilerade matcher ibland spelas på mindre arenor i regionen.  2006 lyckades man som första och enda walesiska lag att besegra Australien med 24-16. Kända nuvarande spelare och före detta spelare i klubben är bland annat Alun Wyn Jones, Justin Tipuric, Dan Biggar och George North.